# طارق لمپتی
جوزف لمپتی (انگلیسی: Tariq Lamptey؛ زادهٔ ۳۰ سپتامبر ۲۰۰۰) بازیکن فوتبال اهل بریتانیا با اصالتی غنایی است که در پست مدافع برای باشگاه فوتبال برایتون در لیگ برتر انگلستان و تیم ملی غنا بازی می‌کند.
از باشگاه‌هایی که در آن بازی کرده‌است می‌توان به باشگاه فوتبال چلسی و باشگاه فوتبال برایتون اند هوو آلبیون اشاره کرد.
وی همچنین در تیم‌های ملی فوتبال زیر ۱۸ سال انگلستان، زیر ۱۹ سال انگلستان، زیر ۲۰ سال انگلستان، و زیر ۲۱ سال انگلستان بازی کرده‌است.

## دوران باشگاهی

### چلسی
لمپتی در هیلینگدون، لندن بزرگ به دنیا آمد. لمپتی قبل از شروع دوران حرفه ای خود در چلسی، قبل از پیوستن به آکادمی در سن ۸ سالگی، برای تیم محلی خود، لارکسپور روورز، در رده پایه بازی می‌کرد.
در ۲۹ دسامبر ۲۰۱۹، لمپتی اولین بازی حرفه‌ای خود را در خارج از خانه مقابل آرسنال در لیگ برتر فوتبال انگلیس انجام داد و در دقیقه ۵۹ جایگزین فیکایو توموری شد، جایی که او حضور پر جنب و جوشی داشت و به چلسی کمک کرد تا از باخت ۱ بر صفر برگردد و ۲–۱ پیروز شود.
لمپتی دو بازی دیگر برای چلسی انجام داد که هر دو در پیروزی‌های جام حذفی فوتبال انگلیس مقابل ناتینگهام فارست در خانه و هال سیتی در خارج از خانه قبل از ترک باشگاه انجام شد.

### برایتون
در ۳۱ ژانویه ۲۰۲۰، در آخرین روز مهلت نقل و انتقالات زمستانی، لمپتی یک انتقال دائمی را به برایتون تکمیل کرد و قراردادی سه سال و نیمه را امضا کرد.
او در اولین بازی خود در مقابل باشگاه فوتبال لستر سیتی در ۲۳ ژوئن ۲۰۲۰ درخشان شد و دومین بازی خود برای برایتون را پس از وقفه لیگ برتر فوتبال انگلیس به علت دنیاگیری کووید-۱۹ انجام داد.

## تیم ملی
او در سطوح مختلف رده‌های پایه برای تیم ملی فوتبال انگلستان بازی کرده‌است. در ژوئیه ۲۰۲۰، اتحادیه فوتبال غنا با او در مورد تغییر احتمالی تابعیت از انگلیس به غنا در سطح مسابقات بین‌المللی تماس گرفت. با این حال، در ۸ سپتامبر ۲۰۲۰، لمپتی اولین بازی خود برای تیم ملی فوتبال زیر ۲۱ سال انگلستان را در جریان پیروزی ۲ بر ۱ خارج از خانه مقابل تیم ملی فوتبال زیر ۲۱ سال اتریش در مسابقات مقدماتی قهرمانی زیر ۲۱ سال اروپا در سال ۲۰۲۱ انجام داد.
پس از ۱۸ ماه بدون حضور در تیم زیر ۲۱ سال به دلیل مصدومیت، او در مارس ۲۰۲۲ برای مسابقات مقدماتی قهرمانی زیر ۲۱ سال اروپا ۲۰۲۳ مقابل آندورا و آلبانی به تیم ملی بازگشت.
در ماه مه ۲۰۲۲ لی کارسلی، سرمربی تیم ملی فوتبال زیر ۲۱ سال انگلستان، اعلام کرد لمپتی در حال بررسی پیوستن به تیم ملی فوتبال غنا است و درخواست کرده مدتی برای تصمیم‌گیری با آرامش ذهن، خارج از ترکیب باشد.